# Silbanski grebeni
Silbanski grebeni este o arie protejată (sit de importanță comunitară — SCI) din Croația întinsă pe o suprafață de 243,96 ha, integral pe uscat.

## Localizare
Centrul sitului Silbanski grebeni este situat la coordonatele 44°19′26″N 14°42′13″E / 44.323908°N 14.703489°E.

## Înființare
Situl Silbanski grebeni a fost declarat sit de importanță comunitară în iulie 2013 pentru a proteja un număr necunoscut de specii din flora spontană și fauna sălbatică aflate în arealul zonei.

## Biodiversitate
Situată în ecoregiunile marină mediteraneană și mediteraneană, aria protejată conține 5 habitate naturale: Straturi cu Posidonia (Posidonion oceanicae), Recifuri, Vegetație anuală la limita mareei, Faleze cu vegetație de Limonium spp. endemic de pe coastele mediteraneene, Pajiști uscate din regiunea submediteraneeană estică (Scorzoneratalia villosae).
La baza desemnării sitului se află un număr nedeclarat de specii protejate.